# Петер Хьог
Петер Хьог (на датски: Peter Høeg) е датски писател на произведения в жанра трилър, криминален роман и научна фантастика.

## Биография и творчество
Петер Хьог е роден на 17 май 1957 г. в Копенхаген, Дания, където отраства. След завършване на гимназията работи като моряк, балетист и актьор, като се увлича и по фехтовката и алпинизма, преживявания, които използва в своите романи. Следва филология в университета на Копенхаген при Питър Браск, датски литературовед, композитор и писател. След прекъсване от една година, работейки като моряк на яхти на богати хора, се връща в университета и получава магистърска степен по филология през 1984 г. След дипломирането си пътешества по света и работи като учител по физическо възпитание и танцьор, и пише първия си ръкопис.
Първият му роман „Да си представим двадесети век“ е издаден през 1988 г. Той е семейна хроника на три века, като има елементи на южноамерикански магически реализъм. Книгата поручава положителни отзиви. През 1990 г. е публикуван сборникът му с тематично свързани разкази „Приказки за нощта“.
През 1992 г. прави литературен пробив с криминалния роман „Госпожица Смила и нейното усещане за сняг“. Датско-гренландската глациоложка Смила Ясперсен се съмнява в заключението на полицията, че фаталното падане на шестгодишно момченце от покрива на сграда в Копенхаген е нещастен случай, след като открива, че следите по снега са от различно време. Тя предприема разследване по следите на кораб, пътуващ до Арктика и прави открития, които поставят собствения ѝ живот в смъртна опасност. Романът подчертава симпатиите на автора към женски героини, към детето и маргинализираните, с доза критика на империализма на западната цивилизация и злоупотребата с власт в науката. Книгата става бестселър и получава наградата на датските книжари „Златният лавър“, наградата на датската критика за литература, престижната награда „Стъклен ключ“ на Скандинавското криминално общество и награда „Сребърен кинжал“. През 1997 г. романът е екранизиран във филма „Усещане за сняг“ с участието на Джулия Ормънд, Гейбриъл Бърн, Ричард Харис, Робърт Лоджия и Ванеса Редгрейв.
След излизането на романа му „Жената и маймуната“ през 1996 г., в чиято история съпругата на уважаван зоолог работи, за да спаси интелигентната маймуна Еразъм от смъртта в ръцете на учените, които я изучават, а между двамата възниква привличане. Книгата има хладен прием от критиката, след което авторът на практика изчезва от литературната среда. Започва да се занимава с хуманитарна дейност, като през 1996 г. основава фондация Lolwe за финансова подкрепа на жени и деца от Третия свят, особено в Африка и тибетските райони на изгнание. Самият той има 4 деца.
Трилърът му „Ефектът Сюзан“ е издаден през 2014 г. Главната героиня Сюзан Свенсен работи в сферата на експерименталната физика и има необичайния ефект да подтиква хората към откровения. Но един ден тя и семейството ѝ са заплашени със затвор, и за да избегнат присъдата, тя трябва да открие последния протокол на т. нар. „Комисия за бъдещо развитие“, чиито членове са убити. Тя ще трябва да използва познанията си, пъргав ум и завидна сръчност, за да разкрие огромна конспирация, застрашаваща бъдещето на човечеството.
Произведенията на писателя са издадени в над 30 страни по света.
Петер Хьог живее със семейството си в Норе Снеде, Ютланд.

## Произведения

### Самостоятелни романи
- Forestilling om det tyvende århundrede (1988)[1][2][5]
- Frøken Smillas fornemmelse for sne (1992) – награда „Стъклен ключ“, награда „Сребърен кинжал“
Госпожица Смила и нейното усещане за сняг, изд.: ИК „Колибри“, София (2007), прев. Анюта Качева
- De måske egnede (1993)
- Kvinden og aben (1996)
- Den stille pige (2006)
- Elefantpassernes børn (2010)
- Effekten af Susan (2014)
Ефектът Сюзан, изд.: ИК „Колибри“, София (2019), прев. Анюта Качева
- Gennem dine øjne (2018)

### Сборници
- Fortællinger om natten (1990) – 9 разказа[1][5]
- Første og sidste kapitel i antologien Trykt - og godt (1998)

### Екранизации
- 1997 Усещане за сняг, Smilla's Sense of Snow – по „Госпожица Смила и нейното усещане за сняг“